# Theater Regensburg
Das Theater Regensburg am Bismarckplatz 7 in Regensburg ist ein 5-Sparten-Haus mit mehreren Spielstätten und wird seit 1999 als selbständiges Kommunalunternehmen geführt. Mit ca. 640 Vorstellungen in den Sparten Musiktheater, Schauspiel, Tanz, Junges Theater und Konzerte erreicht das Theater pro Jahr ca. 180.000 Zuschauer (Spielzeit 2018/19). Mit der Spielzeit 2025/26 wird das Theater Regensburg zum Staatstheater ernannt.

## Allgemein und Aktuell
Intendant ist seit der Spielzeit 2022/23 Sebastian Ritschel. Seit dem 1. Februar 2021 ist Matthias Schloderer der kaufmännische Direktor des Theaters. In den letzten Jahren gab es einen wachsenden Abonnenten-Stamm (über 6.000 Abonnements / Spielzeit 2019/20). In der Spielzeit 2018/19 wurden Eigeneinnahmen in Höhe von knapp über 3 Millionen Euro erzielt.

### Spielstätten
- Herkömmliche Spielstätten und Bühnen
  - Theaterbühne im Dreirang-Theater mit 520 Plätzen, inklusive Probebühne sowie Neuhaussaal und Foyer Neuhaussaal im Haupthaus am Bismarckplatz
  - Antoniushaus, Ausweichspielstätte während der Sanierung des Velodroms
  - Theater im Thon-Dittmer-Palais am Haidplatz,
  - im ehemaligen Präsidialpalais am Bismarckplatz, für das Junge Theater, seit Februar 2015
  - im Sommer werden Stücke auch im Innenhof des Thon-Dittmer-Palais aufgeführt (Schülertheater).
- Außergewöhnliche Spielorte und Freilicht-Spielstätten, die in regelmäßigen Abständen gewählt werden
  - Am Ende der Spielzeit 2013 gab es ein großes Event aller Sparten auf der Walhalla (Und über uns der Himmel)
  - 2014: Sinfoniekonzert im Steinbruch von Walhalla Kalk
  - 2015: Großes Fest im Jahnstadion Regensburg („Abpfiff“)
  - 2017/2019/2020 im Hafen Regensburg (Westhafen) mit Der fliegende Holländer, Tosca und Das Rheingold.

Von 1998 bis 2021 war das von Simon Oberdorfer erbaute Velodrom am Arnulfsplatz eine Spielstätte des Theaters Regensburg. Nach einer Sanierung soll 2029 der Spielbetrieb dort wieder aufgenommen werden.

### Spielplan
Auf dem spartenübergreifend konzeptionierten Spielplan finden sich selten gespielte Werke, Wiederentdeckungen und Uraufführungen (u. a. Hrabal und der Mann am Fenster, Stück von Bernhard Setzwein, Lola rennt – Oper von Ludger Vollmer, Die Vaterlosen – Stück von Csaba Mikó, Freax – Oper von Moritz Eggert, Die Banalität der Liebe – Oper von Ella Milch-Sheriff) neben neu befragten Klassikern, Publikumslieblingen und Produktionen von Jugend- sowie Kinderclub und Bürgertheater. Das Theater kooperiert mit internationalen Häusern und Künstlern.

### Schauspieler und Künstler
Mit der Mezzosopranistin Vera Semieniuk (2013), der Sopranistin Anna Pisareva (2017), dem Schauspieler Jacob Keller (2015) und der Sopranistin Sara-Maria Saalmann (2019) verzeichnete das Theater Regensburg in den letzten Jahren vier Preisträger des Bayerischen Kunstförderpreis in der Kategorie „Darstellende Kunst“.

### Kooperationen
An der Schul-Theater-Kooperation „DEIN:THEATER!“ beteiligen sich 28 Schulen aus Regensburg und dem Umland. Die Schüler besuchen mindestens einmal jährlich eine Theatervorstellung, Vor- und Nachbereitungen inklusive. Eigens für diese Kooperationsform hat das Theater Regensburg 2014/15 den Berufsinformationstag entwickelt, an dem über 500 Schüler an einem Tag alle Berufe / Gewerke des Hauses kennenlernen können.
Im Mai/Juni 2016 richtete das Theater Regensburg die Bayerischen Theatertage unter dem Motto „Wildes Bayern“ aus.

### Auszeichnungen
Im Jahr 2019 erhielt das Theater Regensburg bei der Jahresumfrage der Fachzeitschrift Die Deutsche Bühne unter 60 Kritikern drei Nominierungen für ein „außergewöhnlich amibitioniertes Gesamtprogramm“ in der Kategorie „Abseits der Zentren“ und landete damit auf dem zweiten Platz. Zudem gab es drei Nennungen in den Kategorien „Herausragender Regiebeitrag zur aktuellen Entwicklung des Schauspiels“ für Julia Prechsl, „Das innovative Format“ für den Dramenwettbewerb „Talking about Borders“ und „Herausragender Beitrag zur aktuellen Entwicklung des Tanzes“ für Yuki Moris Choreographie Gefährliche Liebschaften.

## Geschichte

### Vorläufer, erster Bau und Brand 1849
Als Vorläufer des Theaters in Regensburg fungierte das fürstlich Thurn und Taxische Hoftheater, das bis 1786 im Ballhaus am Ägidienplatz betrieben wurde. Dafür war das 1652 von der Stadt errichtete Ballhaus 1760 zunächst angemietet worden und wurde 1804 von der Stadt an das Fürstenhaus verkauft. Parallel dazu erteilte 1803 der Kurfürst, Erzbischof und Reichserzkanzler Carl Theodor von Dalberg an den 1804 zum Stadt- und Landbaumeister für das Fürstentum Regensburg berufenen Emanuel Herigoyen den Auftrag zur Anfertigung von Plänen für ein neues öffentliches Theater- und Gesellschaftshaus, kurz genannt Neues Haus. 
Der Bau wurde als Aktiengesellschaft finanziert und konnte in so kurzer Bauzeit abgeschlossen werden, dass bereits im September 1804 die Eröffnung stattfinden konnte. Wesentliches Merkmal für den klassizistischen Bautypus war der Gesellschaftssaal im Obergeschoss. Eine Besonderheit war auch die Kutschendurchfahrt für die bessere Gesellschaft quer durch das Parterre, welche die beiden, durch den Theaterbau entstandenen Plätze Im Süden (heute Bismarckplatz) und im Norden (heute Arnulfsplatz) miteinander verband.
Dalberg förderte das Theater mit einem jährlichen Zuschuss von 8.000 Gulden. Für die restliche Finanzierung musste der jeweilige Direktor mit dem Ensemble selber sorgen. Erster Direktor war für 20 Jahre, bis zu seinem Tod, Ignaz Walter (1755–1822). 1812 ging das Theater als Königliches Nationaltheater in bayerischen Staatsbesitz über.
Am 18. Juni 1849 brannte das Gebäude bei einem Großfeuer bis auf die Grundmauern nieder. Noch im gleichen Jahr wurde ein provisorischer Spielbetrieb in den Räumlichkeiten eines Gastwirts in der heutigen Wittelsbacher Straße aufgenommen. Der Spielbetrieb wurde vom Haus Thurn Taxis mit jährlich 6.000 Gulden unterstützt und durch Zurverfügungstellung des gesamten Fundus des ehemaligen fürstlichen Theaters im Ballhaus ermöglicht.

### Neubau und Sanierungen bis 1998
Auf Initiative eines Bürgerkomitees, mit Unterstützung des bayerischen Staates, mit Geldern aus der Feuerversicherung und eines Zuschusses des Hauses Thurn und Taxis begann schon 1851 der Neubau eines Theatergebäudes mit Redoutensaal (heute Neuhaussaal) auf den Grundmauern der Brandruine. Der Bau erfolgte in Anlehnung an die alten Pläne von Emanuel Herigoyen unter Leitung des thurn- und taxisschen Domänen- und Baurats Carl Victor Keim. Im Neubau wurden Zuschauerraum und Bühne in ihrer Ausrichtung getauscht. Eine bildliche Darstellung der Fassade des Theaterbaus von Herigoyen zum Bismarckplatz ist zwar nicht bekannt, jedoch scheint sicher, dass die damalige und heutige südliche Fassade im Wesentlichen von Keim gestaltet wurde. Eine bildliche Darstellung von 1829 zeigt die Nordfassade zum Arnulfsplatz mit einem von Säulen flankierten Eingang zu einer offenen Passage als Kutschendurchfahrt zum Bismarckplatz. Diese Durchfahrt wurde zugunsten eines Foyers 1937 geschlossen. Am 12. Oktober 1852 wurde das Haus unter dem Namen Stadttheater mit der Aufführung von Giacomo Meyerbeers Die Hugenotten wieder eröffnet. In Erinnerung an den in der Stadt üblichen Namen für den ersten Theaterbau heißt der  Gesellschaftssaal noch heute Neuhaussaal.
1859 ging das Theater in das Eigentum der Stadt über. 1898 erfolgte eine erste Modernisierung des Theaters, unterstützt durch Albert von Thurn und Taxis, der seinen Oberbaurat Max Schultze kostenlos zur Bauleitung zur Verfügung stellte. In den 1950er- und 1960er-Jahren wurden ein Abriss und ein Neubau des Gebäudes diskutiert, jedoch nur eine Sanierung realisiert, bei der auch die Säulenpassage an der Neuhausstraße entstand. Insgesamt waren bis zur umfassenden  Generalsanierung Ende der 1990er-Jahre über 30 Um-, An- und Ausbauten erfolgt, bei denen es sich um wesentliche bauliche Eingriffe handelte.
Deshalb war das Sanierungskonzept von 1998 nicht nur eine Bestandssanierung zur Beseitigung von Mängeln, sondern die Sanierung musste die Neuordnung eines verworrenen Konglomerats von Umbauten und Stilwirren schaffen, um zur Ordnung und Klarheit, den Idealen des Klassizismus zurückzukommen. Zur inneren Erschließung des Gebäudes wurde die Kutschendurchfahrt wiederhergestellt. Anhand alter Befunde und alter Pläne des Baumeisters Viktor Keim erhielten die entkernten Räume Logen, Säulen, Friese und Decken wieder die klassizistischen Fassungen und die in Handarbeit nachgefertigten Details, Ausstattungen und Draperien. Mit  Unterfangungen wurden die baulichen Voraussetzungen für den Einbau der modernsten Bühnen- und Haustechnik geschaffen.

## Uraufführungen

### Musiktheater
- Michael Ende (Libretto) / Wilfried Hiller (Musik): Der Lindwurm und der Schmetterling. UA 11. Januar 1981 (Theater am Bismarckplatz)
- Paula Köhler (Libretto) / Thomas Bartel (Musik): Der Patient. UA 15. April 2005 (Theater am Haidplatz)
- Franz Csiky (Libretto) / József Sári (Musik): Der Hutmacher. UA 29. März 2008 (Velodrom)
- Sandra Hummel (Libretto) / Franz Hummel (Musik): Zarathustra. Oper in 12 Szenen. UA 24. April 2010 (Theater am Bismarckplatz)
- Bettina Erasmy (Libretto) / Ludger Vollmer (Musik): Lola rennt. UA 28. Februar 2013 (Theater am Bismarckplatz)
- Anton Lubchenko (Libretto und Musik): Doktor Schiwago. UA 24. Januar 2015 (Theater am Bismarckplatz)
- Moritz Eggert (Libretto und Musik): Freax. szenische UA 21. Januar 2017 (Theater am Bismarckplatz)
- Ella Milch-Sheriff (Musik) / Savyon Liebrecht (Libretto): Die Banalität der Liebe. UA 27. Januar 2018 (Theater am Bismarckplatz)
- Gabriel Prokofiev (Musik) / David Pountney (Libretto nach einer Idee von G. Prokofiev): Elizabetta. UA 26. Januar 2019 (Theater am Bismarckplatz)
- Jüri Reinvere (Musik und Libretto): Minona. Ein Leben im Schatten Beethovens. UA 27. Januar 2020 (Theater am Bismarckplatz)
- Anton Lubchenko (Musik) / Darya Panteleeva (Libretto nach dem Roman von E. I. Samjatin): Мы / Wir. UA 15. März 2022 (Theater am Bismarckplatz)
- Péter Eötvös (Musik) / Kinga Keszthelyi und Mari Mezei (Libretto nach dem Roman Melancholie des Widerstands von László Krasznahorkai): Valuschka. UA der deutschen Fassung 3. Februar 2024 (Theater am Bismarckplatz)

### Schauspiel
- Georg Britting / Erwin Weill (1885–1942): An der Schwelle. (Einakter-Zyklus; verschollen). UA 27. März 1913 (Theater am Bismarckplatz)

- Madame (Weill / Britting)
- Potiphar (Britting)
- Der törichte Jüngling (Britting)

- Richard Billinger: Die Hexe von Passau. UA 1935 (Theater am Bismarckplatz)
- Ernst Wiechert: Der armen Kinder Weihnachten. UA 1946 (zugleich UA in Stuttgart)
- Karl Held: Mädel ich bin dein. UA 1953
- Jürg Amann: Nachgerufen. UA 1984 (Theater am Haidplatz?)
- Harald Grill: Dem Hans sei Ganshaut oder wo die Liebe hinfällt. UA 5. Oktober 1985 (Theater am Haidplatz)
- Benno Hurt: Freies Geleit (Der Widersacher). UA 30. April 1987 (Theater am Haidplatz)
- Harald Grill: Jorinde und Joringel im Wackersdorfer Wald. Szenen einer Himmelsbeerdigung. UA 6. November 1987 (Theater am Haidplatz)
- Benno Hurt: Wer möchte nicht den Wald der Deutschen lieben. UA 1991
- Harald Grill: Vater unser. UA 1996
- Eva Demski: Die blaue Donau. UA 11. April 2008 (Theater am Bismarckplatz)
- Konstantin Küspert: mensch maschine. UA 22. September 2013 (Theater am Haidplatz)
- Bernhard Setzwein: Hrabal und der Mann am Fenster. UA 6. Juni 2015 (Theater am Haidplatz)
- Konstantin Küspert: pest. UA 20. November 2015 (Theater am Haidplatz)
- Mia Constantine: Dear Eddie. Eine musikalisch-biographische Hommage an Eddie Constantine UA 19. März 2016 (Theater am Bismarckplatz)
- Alfred Döblin: Wadzeks Kampf mit der Dampfturbine. (Bearbeitung: Hannes Weiler, Meike Sasse). UA  8. Juni 2018 (Theater am Bismarckplatz)
- Magnus Vattrodt: Ein großer Aufbruch. UA 18. November 2017 (Theater am Bismarckplatz)
- Tom Angleberger: Yoda ich bin! alles ich weiß!. UA 29. September 2018 (Junges Theater)
- Dominique Lorenz: Wer hat Angst vorm weißen Mann. UA 17. November 2018 (Theater am Bismarckplatz)
- Aron Lehmann, Bühnenfassung Julia Prechsl: Die letzte Sau. UA 12. April 2019 (Theater am Haidplatz)
- Karl Koppelmaa: Die Steigerung des Glücks. UA 26. Mai 2019 (Theater am Haidplatz)
- Konstantin Küspert nach G. E. Lessing: Nathan. UA 25. September 2020 (Velodrom)

### Tanz
- Yuki Mori (Choreografie): Incantations. UA 3. November 2012 (Velodrom)
- Yuki Mori (Choreografie): Schwarzer Regen. UA 3. November 2012 (Velodrom)
- Yuki Mori (Choreografie): Ich, Wagner. Sehnsucht!. UA 26. Januar 2013 (Theater am Bismarckplatz)
- Yuki Mori (Choreografie): Intime Briefe. UA 14. Februar 2014 (Theater am Bismarckplatz)
- Yuki Mori (Choreografie): Le Sacre du Printemps. UA 14. Februar 2014 (Theater am Bismarckplatz)
- Yuki Mori (Choreografie): Don Quijote. UA 17. Oktober 2014 (Velodrom)
- Stephan Toss (Choreografie): Gefangen im tRaum. UA 22. Februar 2015 (Theater am Bismarckplatz)
- Yuki Mori (Choreografie): Bernarda Alba. UA 22. Februar 2015 (Theater am Bismarckplatz)
- Yuki Mori (Choreografie): The House. UA 31. Oktober 2015 (Velodrom)
- Ihsan Rustem (Choreografie): Marina. UA 12. Februar 2016 (Theater am Bismarckplatz)
- Yuki Mori (Choreografie): Bolero. UA 12. Februar 2016 (Theater am Bismarckplatz)
- Yuki Mori (Choreografie): Loops. UA 6. November 2016 (Velodrom)
- Giuseppe Spota (Choreografie): Blank. UA 6. November 2016 (Velodrom)
- Yuki Mori (Choreografie): Les enfants terribles. UA 18. Februar 2017
- Yuki Mori (Choreografie):  Allegoria. UA 29. Oktober 2017 (Velodrom)
- Alessio Burani (Choreografie):  Human. UA 29. Oktober 2017 (Velodrom)
- Yuki Mori (Choreografie): Bacon. UA 17. Februar 2018 (Theater am Bismarckplatz)
- Felix Landerer (Choreografie): Klimt. UA 17. Februar 2018 (Theater am Bismarckplatz)
- Yuki Mori (Choreografie): Der Tod und das Mädchen. UA 28. Oktober 2018 (Velodrom)
- Fabien Prioville (Choreografie): Les petites choses qui disparaissent. UA 28. Oktober 2018 (Velodrom)
- Yuki Mori (Choreografie): Gefährliche Liebschaften. UA 16. Februar 2019 (Theater am Bismarckplatz)
- Alessio Burani (Choreografie) / Stückentwicklung des Jungen Theaters: Und dazwischen Ich. UA 18. Mai 2019 (Junges Theater)
- Georg Reischl (Choreografie): Juke Box Heroes. UA 1. November 2019 (Velodrom)
- Georg Reischl (Choreografie): Drum Dancing. UA 15. Februar 2020 (Theater am Bismarckplatz)
- Georg Reischl (Choreografie): Sand. UA 31. Oktober 2020 (Velodrom)

## Theaterleitung
- 1804–1822: Ignaz Walter (um 1755–1822)
- 1822–1824: August Müller
- 1824–1825: Michael Fackler
- 1825–1828: Johann Weinmüller
- 1828–1838: August und Josephine Müller
- 1838–1842: Carl Blankenstein (1798–1852) und Alexander Pfeiffer
- 1842–1843: Friedrich Maurer, fürstlicher Rath von Thurn und Taxis
- 1843–1844: Ferdinand Röder (1807–1880)
- 1844–1847: Heinrich Zacharda
- 1847–1848: Johann Dardenne
- 1848–1849: Friedrich Maurer, fürstlicher Rath von Thurn und Taxis
- 1849–1852: August Rothhammer
- 1852–1853: Eduard Gerlach (?–1853)
- 1853–1854: J. W. Bensberg und Carl Schultes (kommissarisch)
- 1854–1855: Friedrich Engelken
- 1855–1856: Johann Dardenne
- 1856–1857: Ludwig Cramer
- 1857–1866: Martin Wihrler
- 1866–1868: Carl Schiemang
- 1868–1873: Martin Wihrler
- 1873–1875: August Amann
- 1875–1881: Benno Timanski (1820–?)
- 1881–1889: Carl Berghof
- 1889–1891: Wilhelm Freudenberg (1838–1928)
- 1891–1895: Paul Blasel
- 1895–1900: Franz Gottscheid
- 1900–1905: Berti Eilers
- 1905–1909: Julius Laska
- 1909–1912: Johannes Maurach (1883–1951)
- 1912–1914: Emil Vanderstetten
- 1914–1917: (Gastspielbetrieb)
- 1917–1918: Max Linnbrunner und Toni Thoms
- 1918–1919: Emil Reiter
- 1919–1920: Richard L’Arronge
- 1920–1924: Max Linnbrunner
- 1924–1928: Hubert Rausse (?–1947) und Ignaz Brantner
- 1928–1933: Hubert Rausse
- 1933–1935: Max Linnbrunner
- 1935–1939: Rudolf Meyer (1904–?)
- 1939–1942: Egon Schmid (?–1955)
- 1942–1944: Fritz Herterich (1906–?)
- 1945–1953: Herbert Decker (?–1986)
- 1953–1955: Wolfgang Nufer
- 1956: Alexander Paulmüller (kommissarisch)
- 1956–1965: Walter Storz
- 1965–1969: Volker von Collande (1913–1990)
- 1969–1974: Walter Ruppel (1927–2016)
- 1974–1988: Horst Alexander Stelter (1925–1991)
- 1988–2002: Marietheres List (1946–2018)
- 2002–2012: Ernö Weil (* 1947)
- 2012–2021: Jens Neundorff von Enzberg (* 1966)
- 2021–2022: Klaus Kusenberg (kommissarisch)
- seit 2022: Sebastian Ritschel (* 1980)